# Hospital de la Universidad de Turku
El Hospital de la Universidad de Turku (en finés: Turun yliopistollinen keskussairaala) es un Hospital central en oeste de Finlandia. Es uno de cinco Hospitales Universidades en el país. Hospital sirve como hospital central para el suroeste de Finlandia. Está situado cerca del centro de la ciudad de Turku y de la universidad local, y tiene centros de atención primaria en las ciudades cercanas de Raisio y Paimio. La unidad de hospital de Paimio funciona en un antiguo sanatorio para tuberculosos, diseñado por los arquitectos finlandeses Alvar Aalto y Aino Aalto.
El hospital es propiedad y está operado por el Distrito Hospitalario del Sudoeste de Finlandia, que es una autoridad principal  responsable de la producción de los servicios médicos primarios y  especializados en la región.
El edificio realizado en 1955 fue proyectado por Ragnar y Martta Ypyä.